# Dubrovnjak
Dubrovnjak je majhen nenaseljen otoček v Jadranskem morju. Pripada Hrvaški. Nahaja se v Lastovskem kanalu, ob zahodnem delu južne obale otoka Korčule, približno 350 m od njegove obale, najbližji otok pa je Obljak (Korčula), približno 300 metrov vzhodno. Je katastrski del občine Blato.
Površina otoka je 726 m² in se dviga 3 m od morja.